# Высшая лига КВН 2014
Сезон Высшей лиги КВН 2014 года — 28-й сезон с возрождения телевизионного КВН в 1986 году.
Сезон 2014 прошёл по схеме, принятой в 2013 году: двадцать команд играют четыре игры 1/8 финала, после которых следуют три четвертьфинала, три полуфинала (один — утешительный) и финал.
После сезона 2013 многие команды заявили о своём уходе из КВН, либо о намерении пропустить сезон. Команды «ГородЪ ПятигорскЪ», «Парапапарам», «Днепр» и «Факультет журналистики» решили завершить свои игры в Высшей лиге, и такое же решение приняли некоторые команды, которые выступили неудачно и не смогли пройти 1/8 финала — «Краснодар — Сочи», «Ананас», «Гураны». Несмотря на различные заявления о возможном участии в сезоне 2014, команды КВН «Вятка», «Кефир» и «Дежа вю» в итоге не приехали на фестиваль в Сочи и не подали заявку на участие. По итогам этого фестиваля права участвовать в играх Высшей лиги были лишены команды «Сборная СНГ по вольной борьбе», «Евразы» и «Команда КВН БГУ». «Борцы» решили пропустить сезон, также как и две другие команды — «Сборная Камызякского края» и «Раисы», которые заявили о намерении вернуться в 2015 году. В итоге в сезон 2015 вернулась только «Сборная Камызякского края», возвращение в сезон «Раис» состоялось только в 2017 году, а «Борцы» вернулись в сезоне 2018 года.
Среди «ветеранов» Высшей лиги не оказалось ни одного финалиста, для большинства из них это был всего лишь второй год в главной лиге Клуба. Только команда «КемБридж» играла свой третий сезон, а Сборная Чеченской республики принимала участие в своём пятом сезоне, став пятой командой с пятью сезонами в Высшей лиге (до них пять сезонов сыграли первый состав БГУ, «Уральские пельмени», Сборная Владивостока и «Каzахи»). После перерыва в сезон вернулась команда КВН «Рижские готы», на этот раз без представителей других команд (за исключением КВНщиков из Сборной Германии) и в первоначальном формате.
В сезоне 2014 в Высшей лиге освободилось много мест для новых команд. Среди дебютантов были представители Высшей украинской лиги (включая чемпионов), Первой лиги и Премьер-лиги. В сезоне впервые сыграли команды из Салехарда, Мурманска, Саратова, Энгельса и Белгорода. Команда «Шизгара» стала первой командой из посёлка городского типа в Высшей лиге КВН. Также в сезоне приняли участие две команды из Красноярска (появление в одном сезоне двух команд из одного города, за исключением Москвы — редкость для Высшей лиги).
Команда КВН «Детективное агентство „Лунный свет“» побила рекорд, установленный два года ранее командой «Сега Мега Драйв 16 бит», став самой малочисленной командой Высшей лиги (на сцене только два актёра). Вместе с мурманчанами они стали главными открытиями сезона и дошли до финала. Там компанию им составили «Союз» и Сборная Физтеха, играющие свой второй сезон в Высшей лиге. Если в финале Премьер-лиги 2012 Физтеху удалось обыграть тюменцев, то в финале Высшей лиги случилось обратное, и чемпионом КВН 2014 стала команда «Союз».
Начиная с сезона 2014 года претерпела некоторые изменения в плане современной моды заставка телепередачи. Например, ручку заменил ноутбук. Единственными неизменными атрибутами остались диодная лампа и микрофон.

## Состав
Для участия в сезоне были приглашены следующие 20 команд КВН:
1. Сборная города Мурманска (Мурманск) — полуфиналисты лиги «Поволжье»
2. Спарта (Астана) — вице-чемпионы Высшей украинской лиги, чемпионы лиги «Астана»
3. Детективное агентство «Лунный свет» (Белгород) — чемпионы Высшей украинской лиги
4. С.У.Р.А. (Пенза) — полуфиналисты Первой лиги
5. Северное слияние (Томск — Салехард) — финалисты Первой лиги, финалисты лиги «Азия»
6. RUDN University (Москва) — вице-чемпионы Первой лиги (выступали под названием «Сборная РУДН»)
7. Шизгара (Воскресенское) — четвертьфиналисты Премьер-лиги
8. Молодость (Красноярск) — полуфиналисты Премьер-лиги
9. Лас-Вегас (Энгельс) — полуфиналисты Премьер-лиги
10. Сборная Дагестана (Махачкала) — вице-чемпионы Премьер-лиги
11. Саратов (Саратов) — чемпионы Премьер-лиги
12. Сборная МФЮА (Москва — Волгоград) — чемпионы Премьер-лиги
13. Союз (Тюмень) — второй сезон в Высшей лиге
14. Плохая компания (Красноярск) — второй сезон в Высшей лиге
15. Азия MIX (Бишкек) — второй сезон в Высшей лиге
16. Рижские готы (Рига) — второй сезон в Высшей лиге
17. Одесские мансы (Одесса) — второй сезон в Высшей лиге
18. КемБридж (Кемерово) — третий сезон в Высшей лиге
19. Сборная Физтеха (Долгопрудный) — второй сезон в Высшей лиге
20. Сборная Чечни (Грозный) — пятый сезон в Высшей лиге

Чемпионом сезона стала команда КВН «Союз».

## Игры

### ⅛ финала
Первая ⅛ финала
- Дата игры: 8 февраля
- Тема игры: Зима
- Команды: С.У.Р.А. (Пенза), Сборная города Мурманска (Мурманск), Шизгара (Воскресенское), Союз (Тюмень), Одесские мансы (Одесса)
- Жюри: Алексей Чумаков, Валдис Пельш, Леонид Якубович, Михаил Галустян, Юлий Гусман
- Конкурсы: Приветствие («Однажды в студёную зимнюю пору»), Биатлон («Зимние забавы»), СТЭМ («У леса на опушке»), Музыкальный номер («Зимняя песня»)

| Команда           | Приветствие | Биатлон | общий | СТЭМ | общий | Муз. номер | Итого |
| ----------------- | ----------- | ------- | ----- | ---- | ----- | ---------- | ----- |
| С.У.Р.А.          | 4,6         | 0,9     | 5,5   | 3    | 8,5   | 3,4        | 11,9  |
| Сборная Мурманска | 4,6         | 1       | 5,6   | 4    | 9,6   | 4          | 13,6  |
| Шизгара           | 4           | 0,6     | 4,6   | 3    | 7,6   | 3,6        | 11,2  |
| Союз              | 5           | 0,8     | 5,8   | 3,6  | 9,4   | 4          | 13,4  |
| Одесские мансы    | 4           | 0,7     | 4,7   | 3,8  | 8,5   | 3,8        | 12,3  |

Результат игры:
1. Сборная города Мурманска
2. Союз
3. Одесские мансы
4. С.У.Р.А.
5. Шизгара

- На каждой игре первого этапа во время представления команд были показаны короткие видеоролики, подготовленные ими, о своих городах.
- На этой игре «Союз» показал СТЭМ «„Война и мир“ — очень сокращённый вариант».
- Мурманчане на этой игре показали СТЭМ о том, как зима сдавала свою избушку.
- В своём музыкальном номере Сборная города Мурманска заявила об уходе из КВНа, и спела песню «Опять метель», спародировав финальный конкурс одной песни команды «ГородЪ ПятигорскЪ».
- Музыкальным номером «Союза» был мюзикл про «Бар Семёна» на мотив песни «Barcelona» Фредди Меркьюри.

Вторая ⅛ финала
- Дата игры: 11 февраля
- Тема игры: Весна
- Команды: Сборная Дагестана (Махачкала), Саратов (Саратов), Рижские готы (Рига), Азия MIX (Бишкек), КемБридж (Кемерово)
- Жюри: Эдгард Запашный, Валдис Пельш, Дмитрий Нагиев, Михаил Галустян, Николай Фоменко, Михаил Ефремов, Юлий Гусман
- Конкурсы: Приветствие («Весне дорогу»), Биатлон («Весенняя капель»), СТЭМ («Весеннее обострение»), Музыкальный номер («В апрельский день»)

| Команда           | Приветствие | Биатлон | общий | СТЭМ | общий | Муз. номер | Итого |
| ----------------- | ----------- | ------- | ----- | ---- | ----- | ---------- | ----- |
| Сборная Дагестана | 4,4         | 0,6     | 5     | 3,9  | 8,9   | 4          | 12,9  |
| Саратов           | 5           | 1       | 6     | 3,6  | 9,6   | 3,1        | 12,7  |
| Рижские готы      | 4,4         | 0,8     | 5,2   | 3    | 8,2   | 3,6        | 11,8  |
| Азия MIX          | 4,6         | 0,9     | 5,5   | 3,4  | 8,9   | 4          | 12,9  |
| КемБридж          | 4,9         | 0,7     | 5,6   | 4    | 9,6   | 3,3        | 12,9  |

Результат игры:
1. КемБридж; Азия MIX; Сборная Дагестана
2. Саратов
3. Рижские готы

- В приветствии «Саратова» участвовал Алексей Неклюдов.
- На этой игре Сборная Дагестана показала СТЭМ о том, что у них нет СТЭМа. В этом конкурсе появился Аркадий Укупник.
- Команда «КемБридж» на этой игре показала СТЭМ о старшем брате, который пытается выгнать всех из дома, чтобы остаться наедине с девушкой.
- Сборная Дагестана представила на этой игре детскую передачу дагестанского телевидения «Весёлый Хасик».
- «Азия MIX» на этой игре спели песню о гастарбайтерах в Москве на мотив песни группы «ДДТ» «Родина». капитан команды Эльдияр Кененсаров копировал манеру исполнения Юрия Шевчука.

Третья ⅛ финала
- Дата игры: 4 марта
- Тема игры: Лето
- Команды: Сборная Физтеха (Долгопрудный), Сборная Чечни (Грозный), Молодость (Красноярск), Лас-Вегас (Энгельс), Северное слияние (Томск — Салехард)
- Жюри: Никита Ефремов, Валдис Пельш, Дмитрий Нагиев, Николай Фоменко, Михаил Галустян, Юлий Гусман
- Конкурсы: Приветствие («Лето в городе N»), Биатлон («С летним настроением»), СТЭМ («Дачный сезон»), Музыкальный номер («Лето — это маленькая жизнь»)

| Команда          | Приветствие | Биатлон | общий | СТЭМ | общий | Муз. номер | Итого |
| ---------------- | ----------- | ------- | ----- | ---- | ----- | ---------- | ----- |
| Сборная Физтеха  | 4,8         | 1       | 5,8   | 3,8  | 9,6   | 4          | 13,6  |
| Сборная Чечни    | 5           | 0,9     | 5,9   | 4    | 9,9   | 4          | 13,9  |
| Молодость        | 5           | 0,7     | 5,7   | 3,5  | 9,2   | 3          | 12,2  |
| Лас-Вегас        | 4,3         | 0,6     | 4,9   | 3    | 7,9   | 3,3        | 11,2  |
| Северное слияние | 4,3         | 0,8     | 5,1   | 2,7  | 7,8   | 4          | 11,8  |

Результат игры:
1. Сборная Чечни
2. Сборная Физтеха
3. Молодость
4. Северное слияние
5. Лас-Вегас

- Сборная Чеченской республики впервые заняла первое место в игре в Высшей лиге. На этой игре они показали СТЭМ о чеченцах в торговом центре, и потерявшемся мальчике.
- На этой игре «Северное слияние» показали музыкальный номер «20 лет семейной жизни коту под хвост».

Четвёртая ⅛ финала
- Дата игры: 10 марта
- Тема игры: Осень
- Команды: Плохая компания (Красноярск), Сборная МФЮА (Москва — Волгоград), Спарта (Астана), Сборная РУДН (Москва), Детективное агентство «Лунный свет» (Белгород)
- Жюри: Леонид Якубович, Валдис Пельш, Дмитрий Нагиев, Юлий Гусман, Николай Фоменко, Михаил Ефремов, Михаил Галустян
- Конкурсы: Приветствие («Осенний марафон»), Биатлон («Листопад»), СТЭМ («Сезон охоты»), Музыкальный номер («Золотая пора»)

| Команда         | Приветствие | Биатлон | общий | СТЭМ | общий | Муз. номер | Итого |
| --------------- | ----------- | ------- | ----- | ---- | ----- | ---------- | ----- |
| Плохая компания | 5           | 1       | 6     | 3,9  | 9,9   | 3,9        | 13,8  |
| Сборная МФЮА    | 4,7         | 0,6     | 5,3   | 3,4  | 8,7   | 3,3        | 12    |
| Спарта          | 4,7         | 0,8     | 5,5   | 3,1  | 8,6   | 3,1        | 11,7  |
| Сборная РУДН    | 4,9         | 0,7     | 5,6   | 3    | 8,6   | 3,9        | 12,5  |
| ДАЛС            | 5           | 0,9     | 5,9   | 3,9  | 9,8   | 4          | 13,8  |

Результат игры:
1. Детективное агентство «Лунный свет»; Плохая компания
2. Сборная РУДН
3. Сборная МФЮА
4. Спарта

- На этой игре «ДАЛС» показали первый музыкальный номер про двух друзей, записывающих видео на YouTube.
- На этой игре «Плохая компания» показала музыкальный номер о хип-хоп коллективе у директора молодёжного центра.

Дополнительно в четвертьфинал члены жюри добрали: из первой игры команду С.У.Р.А., из второй игры — команду Саратов, из четвёртой игры — команду Сборная МФЮА.

### Четвертьфинал
Первый четвертьфинал
- Дата игры: 10 апреля
- Тема игры: Путешествие пешком
- Команды: Азия MIX (Бишкек), Сборная города Мурманска (Мурманск), Саратов (Саратов), Союз (Тюмень), Молодость (Красноярск)
- Жюри: Михаил Галустян, Лариса Гузеева, Константин Эрнст, Николай Фоменко, Михаил Ефремов, Юлий Гусман
- Конкурсы: Приветствие («Дорогу осилит идущий»), Биатлон («Шаг за шагом»), Капитанский конкурс («Рассказ путника»), Музыкальный сюжет («С песней весело шагать…»)

| Команда           | Приветствие | Биатлон | общий | Капитанский | общий | Муз. сюжет | Итого |
| ----------------- | ----------- | ------- | ----- | ----------- | ----- | ---------- | ----- |
| Азия MIX          | 4,5         | 0,7     | 5,2   | 2,3         | 7,5   | 4,7        | 12,2  |
| Сборная Мурманска | 5           | 0,9     | 5,9   | 3           | 8,9   | 4,2        | 13,1  |
| Саратов           | 4,7         | 1       | 5,7   | 2,2         | 7,9   | 4,8        | 12,7  |
| Союз              | 5           | 0,8     | 5,8   | 3           | 8,8   | 5          | 13,8  |
| Молодость         | 4,2         | 0,6     | 4,8   | 2,2         | 7     | 4          | 11    |

Результат игры:
1. Союз
2. Сборная города Мурманска
3. Саратов
4. Азия MIX
5. Молодость

- Капитанский конкурс играли: Кирилл Лопаткин (Саратов), Андрей Дроздов («Молодость»), Герман Иванов (Мурманск), Эльдияр Кененсаров (Бишкек), Айдар Гараев («Союз»).
- В приветствии «Саратова» участвовала Виктория Лопырёва, а в музыкальном номере «Молодости» — Митя Фомин.
- На этой игре «Союз» в конкурсе «музыкальный сюжет» показали номер о случае в квартире мэра одного города.
- На этой игре «Саратов» показал номер «музыкальное „Что? Где? Когда?“».

Второй четвертьфинал
- Дата игры: 14 апреля
- Тема игры: Водное путешествие
- Команды: С.У.Р.А. (Пенза), Сборная Дагестана (Махачкала), КемБридж (Кемерово), Плохая компания (Красноярск), Детективное агентство «Лунный свет» (Белгород)
- Жюри: Михаил Галустян, Валдис Пельш, Дмитрий Нагиев, Константин Эрнст, Николай Фоменко, Никита Ефремов, Юлий Гусман
- Конкурсы: Приветствие («Полный вперёд»), Биатлон («Морские узлы»), Капитанский конкурс («Капитанский дневник»), Музыкальный сюжет («За тех, кто в море»)

| Команда           | Приветствие | Биатлон | общий | Капитанский | общий | Муз. сюжет | Итого |
| ----------------- | ----------- | ------- | ----- | ----------- | ----- | ---------- | ----- |
| С.У.Р.А.          | 4,3         | 0,7     | 5     | 2,6         | 7,6   | 4          | 11,6  |
| Сборная Дагестана | 4,6         | 0,6     | 5,2   | 1,7         | 6,9   | 4          | 10,9  |
| КемБридж          | 4,3         | 0,8     | 5,1   | 2           | 7,1   | 4,6        | 11,7  |
| Плохая компания   | 5           | 0,9     | 5,9   | 2           | 7,9   | 4          | 11,9  |
| ДАЛС              | 4,6         | 1       | 5,6   | 1,7         | 7,3   | 5          | 12,3  |

Результат игры:
1. Детективное агентство «Лунный свет»
2. Плохая компания
3. КемБридж
4. С.У.Р.А.
5. Сборная Дагестана

- Капитанский конкурс играли: Арсен Лугуев (Дагестан), Семён Молоканов («С.У.Р.А.»), Филипп Воронин («ДАЛС»), Станислав Рудницкий (Кемерово), Михаил Стогниенко (Красноярск).
- В музыкальном сюжете Сборной Дагестана участвовал Аркадий Укупник. Это вторая игра подряд, в которой Укупник выступал со Сборной Дагестана.

Третий четвертьфинал
- Дата игры: 25 апреля
- Тема игры: Путешествие автостопом
- Команды: Одесские мансы (Одесса), Сборная Чечни (Грозный), Сборная Физтеха (Долгопрудный), Сборная РУДН (Москва), Сборная МФЮА (Москва — Волгоград)
- Жюри: Михаил Галустян, Валдис Пельш, Константин Эрнст, Николай Фоменко, Никита Ефремов, Юлий Гусман
- Конкурсы: Приветствие («Мы едем, едем, едем»), Биатлон («Остановка по требованию»), Капитанский конкурс («Размышление в пути»), Музыкальный сюжет («На дальней станции сойду»)

| Команда         | Приветствие | Биатлон | общий | Капитанский | общий | Муз. сюжет | Итого |
| --------------- | ----------- | ------- | ----- | ----------- | ----- | ---------- | ----- |
| Одесские мансы  | 4,5         | 0,9     | 5,4   | 2,7         | 8,1   | 4,7        | 12,8  |
| Сборная Чечни   | 5           | 0,7     | 5,7   | 1,7         | 7,4   | 3,7        | 11,1  |
| Сборная Физтеха | 4,8         | 1       | 5,8   | 2,8         | 8,6   | 4          | 12,6  |
| Сборная РУДН    | 4,7         | 0,6     | 5,3   | 1,7         | 7     | 4,7        | 11,7  |
| Сборная МФЮА    | 4           | 0,8     | 4,8   | 2,7         | 7,5   | 3,3        | 10,8  |

Результат игры:
1. Одесские мансы
2. Сборная Физтеха
3. Сборная РУДН
4. Сборная Чечни
5. Сборная МФЮА

- Капитанский конкурс играли: Игорь Ким (РУДН), Сергей Середа (Одесса), Ислам Кантаев (Чечня), Георгий Гигашвили (Долгопрудный), Армен Погосян (МФЮА).
- Впервые с 2002 года украинская команда заняла первое место в игре Высшей лиги КВН.
- В музыкальном сюжете Сборной Чечни участвовала Катя Лель.
- На этой игре одесситы показали номер о семейной паре, которая живёт, как в песне Олега Газманова «Морячка».

Члены жюри добрали в полуфинал Сборную Чечни (третья игра).
В сентябре появилась информация о том, что команда КВН «Одесские мансы» снимается с полуфинала. Сайт АМиК сообщил, что капитан команды Сергей Середа в телефонном разговоре с Александром Масляковым сообщил, что у команды нет спонсора. На своей странице вконтакте участники команды заявили, что команда не распадается и продолжит своё существование.

### Полуфинал
Первый полуфинал
- Дата игры: 3 октября
- Тема игры: Очевидное
- Команды: КемБридж (Кемерово), Сборная города Мурманска (Мурманск), Сборная РУДН (Москва), Сборная Чечни (Грозный)
- Жюри: Леонид Якубович, Валдис Пельш, Дмитрий Нагиев, Михаил Галустян, Юлий Гусман
- Конкурсы: Приветствие («Очевидные истины»), Биатлон («Очевидно, это смешно»), СТЭМ (со звездой) («Записки очевидца»), Конкурс одной песни («Очевидный хит»)

| Команда           | Приветствие | Биатлон | общий | СТЭМ | общий | КОП | Итого |
| ----------------- | ----------- | ------- | ----- | ---- | ----- | --- | ----- |
| КемБридж          | 4,4         | 0,8     | 5,2   | 4    | 9,2   | 3,2 | 12,4  |
| Сборная Мурманска | 4,8         | 1       | 5,8   | 4    | 9,8   | 3,8 | 13,6  |
| Сборная РУДН      | 4,4         | 0,7     | 5,1   | 4    | 9,1   | 4   | 13,1  |
| Сборная Чечни     | 4,6         | 0,9     | 5,5   | 3    | 8,5   | 3,8 | 12,3  |

Результат игры:
1. Сборная города Мурманска
2. Сборная РУДН
3. КемБридж
4. Сборная Чечни

- В финал прошла команда из Мурманска, остальные приглашены на утешительный полуфинал в рамках спецпроекта «КВНу-53».
- В СТЭМе со звездой приняли участие: Отар Кушанашвили (за Чечню), Андрей Малахов (за Мурманск), Александр Ревва (за РУДН), Александр Олешко (за Кемерово). Малахов выходил за Мурманск и в приветствии.
- В СТЭМе кемеровчан также участвовала Елена Малышева.
- Среди участников СТЭМа со звездой только Александр Олешко никогда не появлялся в игре КВН до этого. Александр Ревва выступал за Сборную Донецка, а позже за «Утомлённых солнцем»; Отар Кушанашвили и Андрей Малахов были членами жюри в сезонах 2002 и 2008, соответственно.
- На этой игре Сборная РУДН показала конкурс одной песни «Я люблю свою родину».

Второй полуфинал
- Дата игры: 10 октября
- Тема игры: Невероятное
- Команды: Союз (Тюмень), Детективное агентство «Лунный свет» (Белгород), Сборная Физтеха (Долгопрудный), Саратов (Саратов), Плохая компания (Красноярск)
- Жюри: Леонид Якубович, Валдис Пельш, Дмитрий Нагиев, Константин Эрнст, Михаил Галустян, Юлий Гусман
- Конкурсы: Приветствие («Невероятно, но факт»), Биатлон («Невероятно смешно»), СТЭМ (со звездой) («Невероятный конкурс»), Конкурс одной песни («Невероятная мелодия»)

| Команда         | Приветствие | Биатлон | общий | СТЭМ | общий | КОП | Итого |
| --------------- | ----------- | ------- | ----- | ---- | ----- | --- | ----- |
| Союз            | 5           | 1       | 6     | 4    | 10    | 4   | 14    |
| ДАЛС            | 5           | 0,9     | 5,9   | 4    | 9,9   | 4   | 13,9  |
| Сборная Физтеха | 4,7         | 0,7     | 5,4   | 4    | 9,4   | 3,7 | 13,1  |
| Саратов         | 4,2         | 0,6     | 4,8   | 3    | 7,8   | 3,5 | 11,3  |
| Плохая компания | 4,3         | 0,8     | 5,1   | 3,2  | 8,3   | 3,2 | 11,5  |

Результат игры:
1. Союз
2. Детективное агентство «Лунный свет»
3. Сборная Физтеха
4. Плохая компания
5. Саратов

- В финал прошла команда из Тюмени, остальные приглашены на утешительный полуфинал в рамках спецпроекта «КВНу-53».
- В СТЭМе со звездой приняли участие: Сергей Дроботенко (за Саратов), Елена Яковлева (за Красноярск), Николай Дроздов (за «Союз»), Валерий Сюткин (за Белгород), Леонид Слуцкий (за «Физтех»). СТЭМ «Физтеха» был переписан за ночь до игры, после того как звезда, которую команда пригласила изначально, не смогла принять участие в игре[16][17].
- «Союз» — девятая команда, набравшая максимум за игру в Высшей лиге.
- На этой игре «ДАЛС» показали КОП «Песня-шантаж», в котором между шутками повторяются две строчки из песни «Конфетный мальчик» Юлии Ахоньковой.

По просьбе председателя жюри Константина Эрнста в финал добирается также команда КВН Детективное агентство «Лунный свет». Масляков попросил команду принять участие в Спецпроекте. В итоге белгородцы выступили в приветствии сборной Физтеха.
На Спецпроекте приняли участие все полуфиналисты не прошедшие в финал, кроме сборной Чеченской республики.
Третий (утешительный) полуфинал — в рамках Спецпроекта «КВНу − 53»
- Дата игры: 7 ноября
- Тема игры: Кубок Мэра Москвы
- Команды: Сборная РУДН (Москва), Плохая компания (Красноярск), Сборная Физтеха (Долгопрудный), КемБридж (Кемерово), Саратов (Саратов)
- Жюри: Сергей Капков, Леонид Якубович, Дмитрий Нагиев, Константин Эрнст, Михаил Галустян, Юлий Гусман
- Конкурсы: Приветствие («С днём рождения!»), Подарок («0,1 балла»), Музыкальный конкурс («Эти слова о тебе, Москва»)

| Команда         | Приветствие | Подарок | общий | Музыкалка | Итого |
| --------------- | ----------- | ------- | ----- | --------- | ----- |
| Сборная РУДН    | 4,2         | 0,1     | 4,3   | 3,7       | 8     |
| Плохая компания | 4,8         | 0,1     | 4,9   | 3,3       | 8,2   |
| Сборная Физтеха | 5           | 0,1     | 5,1   | 3,8       | 8,9   |
| КемБридж        | 4,7         | 0,1     | 4,8   | 4         | 8,8   |
| Саратов         | 4,2         | 0,1     | 4,3   | 3,7       | 8     |

Результат игры:
1. Сборная Физтеха
2. КемБридж
3. Плохая компания
4. Сборная РУДН; Саратов

- Помимо пяти команд, играющих за место в финале, в качестве гостей выступили Сборная МФЮА (Москва — Волгоград) и «Сборная Камызякского края» (Астрахань).
- Вместо второго конкурса всем командам вручили по 0,1 балла.
- В приветствиях приняли участие и КВНщики других команд. За Сборную РУДН выступили участники предыдущей команды РУДН Сангаджи Тарбаев, Евгений Донских, Вадим Бакунев и Халед Юсуф. За Сборную Физтеха выступили Тимур Бабъяк и Филипп Воронин («Детективное агентство „Лунный свет“»), Иван Пышненко и Дмитрий Кожома («Станция Спортивная») и Александр Якушев («ПриМа»). В приветствии «КемБриджа» приняли участие следующие КВНщики: Дмитрий Бушуев («Вятка»), Николай Архипенко (Сборная Краснодарского края), Максим Киселёв («Триод и Диод»), Михаил Башкатов («МаксимуМ»), Александр Коптель («СТЭПиКо»), Леонид Моргунов («Парапапарам»), Екатерина Утмелидзе («ГородЪ ПятигорскЪ»), Аркадий Шестаков («Кефир»), Арам Аракелов (Сборная Краснодарского края), Максим Аникин («СТЭПиКо»), Александр Волохов («СОК»), Артур Диланян («ГородЪ ПятигорскЪ»), Владислав Хелоян («ГородЪ ПятигорскЪ»), Анатолий Марчевский («Кефир»), Александр Пташенчук («Дежа вю»), Сергей Николаев («Дежа вю»), Елена Борщёва (Сборная Пятигорска), Евгений Смаригин («ЧП»).
- В музыкальном конкурсе Сборная Физтеха показала номер про защиту диссертации в институте по изучению шоу-бизнеса.
- В своём музыкальном конкурсе команда «КемБридж» пригласила Дмитрия Нагиева на сцену, и за его спиной показывала плакаты с шутками, и инструкциями для зала. В номере также приняла участие Полина Гренц из сериала «Физрук».

### Финал
- Дата игры: 19 декабря
- Тема игры: Десять дней до Нового года
- Команды: Детективное агентство «Лунный свет» (Белгород), Сборная города Мурманска (Мурманск), Сборная Физтеха (Долгопрудный), Союз (Тюмень)
- Жюри: Леонид Якубович, Валдис Пельш, Сергей Гармаш, Константин Эрнст, Михаил Галустян, Юлий Гусман
- Конкурсы: Приветствие («Мы на новенького»), Разминка («Гадание»), Киноконкурс («Открытка на память»), Музыкальное домашнее задание («С наступающим!»)

| Команда           | Приветствие | Разминка | общий | Киноконкурс | общий | МДЗ | Итого |
| ----------------- | ----------- | -------- | ----- | ----------- | ----- | --- | ----- |
| ДАЛС              | 4,7         | 5,7      | 10,4  | 3,8         | 14,2  | 5,2 | 19,4  |
| Сборная Мурманска | 4,2         | 4,2      | 8,4   | 3           | 11,4  | 5   | 16,4  |
| Сборная Физтеха   | 5           | 4,7      | 9,7   | 3,3         | 13    | 5   | 18    |
| Союз              | 5           | 4,7      | 9,7   | 4           | 13,7  | 6   | 19,7  |

Результат игры:
1. Союз
2. Детективное агентство «Лунный свет»
3. Сборная Физтеха
4. Сборная города Мурманска

«Союз» — чемпион Высшей лиги КВН сезона 2014.
- Все четыре команды впервые участвовали в финале Высшей лиги. Последний раз подобный случай был в 2005 году.
- В киноконкурсе «Союз» показали клип «Занимательная азбука», а «Детективное агентство „Лунный свет“» показали видеоролик про телеканал «Чуток странное телевидение».
- В домашнем задании Сборной города Мурманска участвовали представители Сборной Чечни.
- В подарок от «Роллтона» — одного из спонсоров КВН — чемпионы получили путёвку в Рио-де-Жанейро.
- В музыкальном домашнем задании Физтеха был показан номер «возвращение кризиса в Россию».

## Члены жюри
В сезоне 2014 игры Высшей лиги КВН судили 14 человек.
11 игр
- Михаил Галустян
- Юлий Гусман

9 игр
- Валдис Пельш

7 игр
- Дмитрий Нагиев

6 игр
- Николай Фоменко
- Константин Эрнст
- Леонид Якубович

3 игры
- Михаил Ефремов
- Никита Ефремов

1 игра
- Сергей Гармаш
- Лариса Гузеева
- Эдгард Запашный
- Сергей Капков
- Алексей Чумаков

## Видео
- Первая 1/8-я финала
- Вторая 1/8-я финала
- Третья 1/8-я финала
- Четвёртая 1/8-я финала
- Первый четвертьфинал
- Второй четвертьфинал
- Третий четвертьфинал
- Первый полуфинал
- Второй полуфинал
- Утешительный полуфинал
- Финал